# Live at MSG
Live at MSG — третій концертний альбом американського хеві-метал-гурту Slipknot, випущений 18 серпня 2023 року лейблом Roadrunner Records. Він документує виступ гурту в Медісон-сквер-гарден 5 лютого 2009 року під час світового турне All Hope Is Gone. Реліз альбому приурочений до 15-ї річниці виходу All Hope Is Gone. Раніше він вже виходив у цифровому форматі та на CD до 10-ї річниці All Hope Is Gone, але на вінілі він видається вперше.

## Список композицій
Автор слів Slipknot, автор музики Slipknot.. 
| Live at MSG track listing | Live at MSG track listing | Live at MSG track listing       | Live at MSG track listing |
| #                         | Назва                     | Оригінальний альбом             | Тривалість                |
| ------------------------- | ------------------------- | ------------------------------- | ------------------------- |
| 1.                        | «(sic)»                   | Slipknot                        | 3:55                      |
| 2.                        | «Eyeless»                 | Slipknot                        | 4:15                      |
| 3.                        | «Wait and Bleed»          | Slipknot                        | 2:44                      |
| 4.                        | «Get This»                | Slipknot                        | 4:28                      |
| 5.                        | «Before I Forget»         | Vol. 3: (The Subliminal Verses) | 4:22                      |
| 6.                        | «The Blister Exists»      | Vol. 3: (The Subliminal Verses) | 6:37                      |
| 7.                        | «Dead Memories»           | All Hope Is Gone                | 4:03                      |
| 8.                        | «Left Behind»             | Iowa                            | 3:28                      |
| 9.                        | «Disasterpiece»           | Iowa                            | 5:09                      |
| 10.                       | «Purity»                  | Slipknot                        | 6:26                      |
| 11.                       | «Everything Ends»         | Iowa                            | 4:22                      |
| 12.                       | «Psychosocial»            | All Hope Is Gone                | 5:41                      |
| 13.                       | «Duality»                 | Vol. 3: (The Subliminal Verses) | 5:26                      |
| 14.                       | «People = Shit»           | Iowa                            | 4:10                      |
| 15.                       | «Surfacing»               | Slipknot                        | 4:49                      |
| 16.                       | «Spit It Out»             | Slipknot                        | 7:35                      |
| 77:30                     |                           |                                 |                           |

## Учасники гурту
Окрім справжніх імен, учасники гурту позначаються номерами від нуля до восьми.
- (#8) Корі Тейлор – Головний вокал
- (#7) Мік Томпсон – гітара
- (#6) Шон Креєн – перкусія, бек-вокал, художнє оформлення
- (#5) Крейг Джонс – клавішні, семпли, медіа
- (#4) Джеймс Рут – гітара
- (#3) Кріс Фен – ударні, бек-вокал
- (#2) Пол Ґрей – бас, бек-вокал
- (#1) Джої Джордисон – ударні
- (#0) Сід Вілсон – програвачі, клавіші, бек-вокал

## Чарти
| Чарти (2023 року)                      | Позиції |
| -------------------------------------- | ------- |
| Scottish Albums (OCC)                  | 81      |
| UK Rock & Metal Albums (OCC)           | 19      |
| US Top Album Sales (Billboard)         | 77      |
| US Top Current Album Sales (Billboard) |         |